# جاك غريمير
جاك غريمير (بالإنجليزية: Jack Grimmer)‏ (25 يناير 1994 بأبردين في المملكة المتحدة - ) هو لاعب كرة قدم بريطاني في مركز الدفاع. شارك مع منتخب اسكتلندا تحت 16 سنة لكرة القدم ومنتخب اسكتلندا تحت 17 سنة لكرة القدم ومنتخب اسكتلندا تحت 19 سنة لكرة القدم ومنتخب اسكتلندا تحت 21 سنة لكرة القدم. أما مع النوادي، فقد لعب مع بورت فايل وشروزبري تاون ونادي أبردين ونادي فولهام.

## وصلات خارجية
- جاك غريمير على موقع الاتحاد الإسكتلندي (الإنجليزية)
- جاك غريمير على موقع قاعدة بيانات كرة القدم.إي يو (الإنجليزية)
- جاك غريمير على موقع Soccerbase.com (لاعب) (الإنجليزية)
- جاك غريمير على موقع Soccerway.com (الإنجليزية)
- جاك غريمير على موقع عالم كرة القدم.نت (الإنجليزية)